# Wolfgang Rihm
  Wolfgang Rihm    (Karlsruhe, 13 de març de 1952 - Ettlingen, 27 de juliol de 2024) fou un compositor alemany. Va ser un dels creadors musicals més prolífics i influents de finals del segle XX i principis del XXI.

## Biografia
Va finalitzar la formació i estudis de teoria musical i composició el 1972, dos anys abans que l'estrena del primer treball Morphonie al Festival de Donaueschingen de 1974 on va donar un impuls a la seva carrera com a figura prominent de la nova escena musical europea. L'obra primerenca de Rihm, que combina tècniques compositives contemporànies amb la volatilitat emocional de Mahler i del període expressionista de Schönberg, va ser considerada per molts com una rebel·lió contra la generació avantguardista de Boulez, Stockhausen i altres, i li va proporcionar un bon nombre de comissions d'obres en els anys següents.
En els últims anys de la dècada dels setanta i primers anys dels vuitanta el seu nom va estar associat amb el moviment denominat Nova Simplicitat. En l'actualitat, els seus treballs continuen explorant el terreny expressionista, si bé la influència de Luigi Nono, Helmut Lachenmann i Morton Feldman, entre d'altres, ha afectat significativament el seu estil.
Rihm és un compositor extremadament prolífic, amb centenars de composicions, la major part de les quals encara no ha estat gravada comercialment. Mai considera una obra finalitzada com l'última paraula d'una línia de treball musical— a manera d'exemple, la seva obra orquestral Ins Offene... (1990) va ser reescrita completament el 1992 i posteriorment usada com a base per al seu concert per a piano Sphere (1994), abans que la part de piano de Sphere fos represa al seu torn per a l'obra per a piano sol Nachstudie (també de 1994).
Altres treballs importants d'aquest autor inclouen dotze quartets de cordes, les òperes Die Hamletmaschine (1983-1986, amb textos de Heiner Müller) i Die Eroberung von Mexico (1987-1991, basada en textos d'Antonin Artaud), més de vint cicles de cançons, l'oratori Deus Passus (1996), la peça per a orquestra de cambra Jagden und Formin (1995-2001) i una sèrie de treballs orquestrals publicats amb el títol Vers uneix symphonie fleuve.
Rihm va ostentar el càrrec de Cap de l'Institut de Música Moderna del Conservatori de Karlsruhe i ha estat compositor resident dels festivals de Lucerna i Salzburg.
En el marc del Festival de Salzburg 2010 es va estrenar la seva òpera Dionysus.
Va ser nomenat «Officier dans l'Ordre des Arts et des Lettres» per França en 2001.
Com a professor va tenir alumnes com la Rebecca Saunders.

## Influències, pràctiques i estil
Com a compositor, Rihm representa una estètica centrada en la necessitat subjectiva de l'expressió. Els models en aquest sentit eren per a ell van ser seccessivament Hans Werner Henze, Karlheinz Stockhausen i Luigi Nono. D'altra banda, els textos literaris que proporcionen impulsos significatius per a ell són: la poesia de Paul Celan, la filosofia de Friedrich Nietzsche, els escrits teatrals de Antonin Artaud i Heiner Müller.

## Composicions
A més de les nombroses composicions per a conjunts més petits i tres simfonies que va escriure en obres de teatre. Des de la seva primera òpera de cambra Fausto i Yorick (1976; amb un llibret de Frithjof Haas basat en l'obra homònima de Jean Tardieu ). Entre 1983 i 1986 va compondre, Die Hamletmaschine , una peça de teatre musical en cinc parts amb un llibret basat en la obra homònima i el 1987 Èdip amb textos de Sòfocles. El 1992 l'Òpera Estatal d'Hamburg va estrenar La conquesta de Mèxic. Proserpina (2009), basada en l'obra homònima de Johann Wolfgang von Goethe, Dionysos (2010; Salzburg, Berlín, Ámsterdam) i un Concert per a trompa (2013-2014) són els seus treballs més recents.